# Witte steenbaars
De witte steenbaars (Lithognathus lithognathus) is een straalvinnige vis uit de familie van zeebrasems (Sparidae) en behoort derhalve tot de orde van baarsachtigen (Perciformes). De vis kan een lengte bereiken van 200 cm.

## Leefomgeving
Lithognathus lithognathus komt in zeewater en brak water voor. De vis prefereert een subtropisch klimaat en leeft hoofdzakelijk in de Atlantische Oceaan. De diepteverspreiding is 0 tot 150 m onder het wateroppervlak.

## Relatie tot de mens
Lithognathus lithognathus is voor de visserij van beperkt commercieel belang. In de hengelsport wordt er weinig op de vis gejaagd.